# Uttwiller
Uttwiller – miejscowość i gmina we Francji, w regionie Grand Est, w departamencie Dolny Ren.
Według danych na rok 1990 gminę zamieszkiwało 191 osób, a gęstość zaludnienia wynosiła 64 osób/km² (wśród 903 gmin Alzacji Uttwiller plasuje się na 668. miejscu pod względem liczby ludności, natomiast pod względem powierzchni na miejscu 620.).